# Medaille zu Ehren des Abschlusses der Kollektivierung der Landwirtschaft

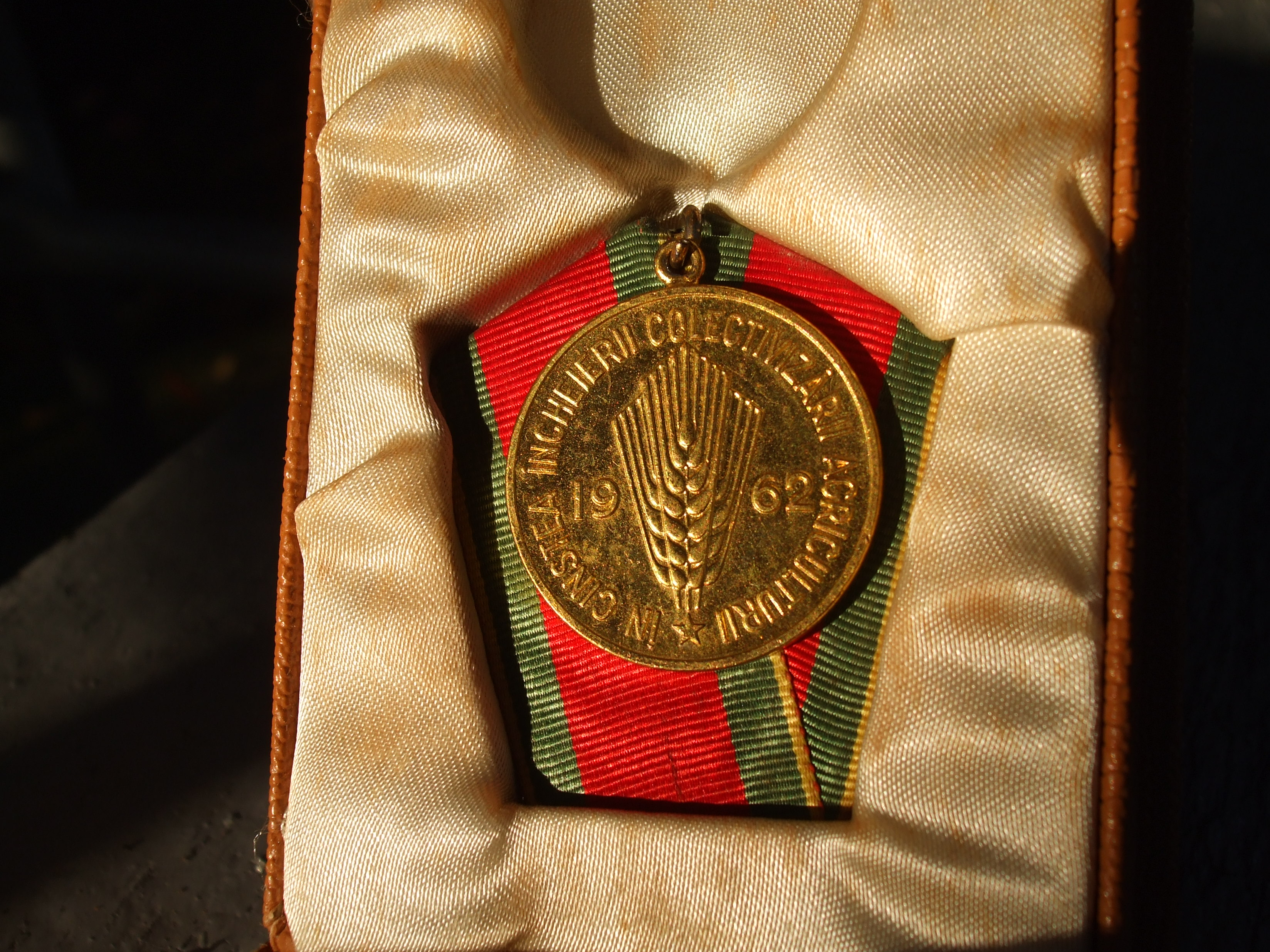
Medaille zu Ehren des Abschlusses der Kollektivierung der Landwirtschaft

Die Medaille zu Ehren des Abschlusses der Kollektivierung der Landwirtschaft (rumänisch Medalia in cinstea incheierii colectivizarii agriculturii) war eine staatliche Auszeichnung der Volksrepublik Rumänien. Die Stiftung erfolgte am 12. Mai 1962 durch das Dekret Nr. 290 des Staatsrates (Consiliul de stat). Die Veröffentlichung der Statuten erfolgte im rumänischen Staatsanzeiger (Buletinul oficial) Nr. 10. Die Medaille, welche in einer Klasse gestiftet worden war, wurde an Personen verliehen, die sich bei der Kollektivierung der rumänischen Landwirtschaft und bei der organisatorischen sowie ökonomischen Stärkung der landwirtschaftlichen Genossenschaften der Agrarproduktion verdient gemacht hatten.

## Aussehen und Trageweise
Das Avers der vergoldeten Medaille zeigt die links gewandten Oberkörper eines Bauern und eines Arbeiters vor der wehenden Flagge Rumäniens. Das Revers der Medaille zeigt mittig eine Ähre sowie die von dieser Ähren unterbrochene Jahreszahl 1962 Die Umschrift lautet:IN CINESTA INCHEIERII COLECTIVIZARII AGRICULTURII.
Getragen wurde die Medaille an der linken oberen Brustseite des Beliehenen an einer pentagonalen Spange. Das Ordensband besteht aus roter Moire mit 1 mm breitem Saum und 4 mm breiten grünen Seitenstreifen.